# Kielboot

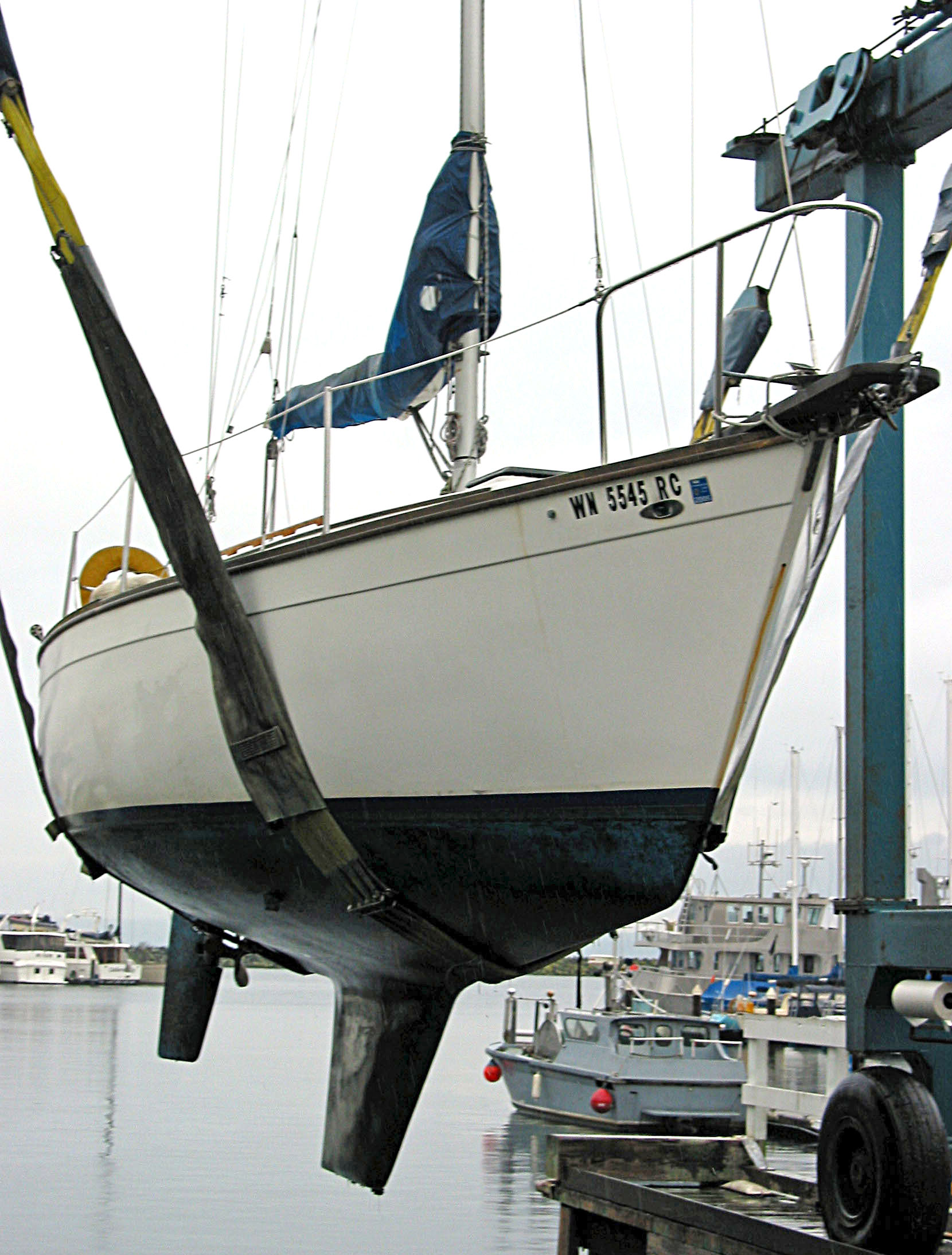
Kielboot mit Sicht auf den Flossenkiel

Ein Kielboot ist ein Segelfahrzeug, das an seiner Rumpfunterseite einen schweren Ballastkiel in Form einer Flosse trägt. Der Kiel besteht meist aus Blei oder Gusseisen und ist in der Bilge (tiefste Stelle im Rumpf) mittels der Kielbolzen mit dem Schiffsrumpf verschraubt (Ausnahme Schwenkkiel). Das Gewicht des Kiels kann mehr als 50 % des Gesamtgewichts des Bootes ausmachen.
Mit Ausnahme von Katamaranen sind alle seegehenden Segelyachten Kielboote, da sie aufgrund der durch den Kiel bewirkten Gewichtsstabilität sehr kentersicher sind und sich im Sinne des Stehaufmännchen-Prinzips nach einer erfolgten Kenterung wieder selbständig aufrichten können.
Eine Jolle hingegen gehört nicht zu den Kielbooten.
Kielboote werden entweder als offenes Kielboot oder als Segelyacht gebaut.

## Ausführungen

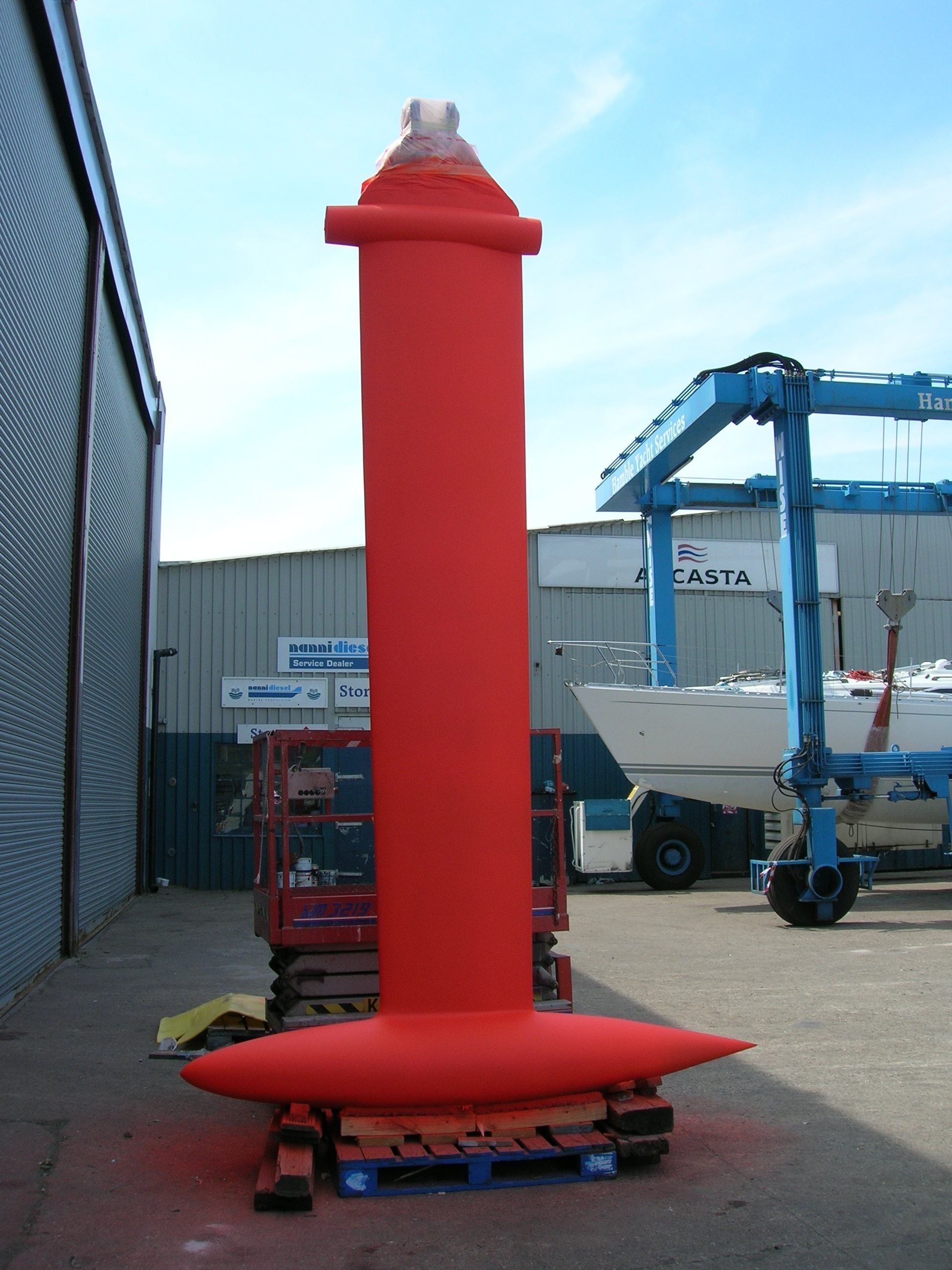
Langer schmaler Kippkiel mit Kielbombe (unten)
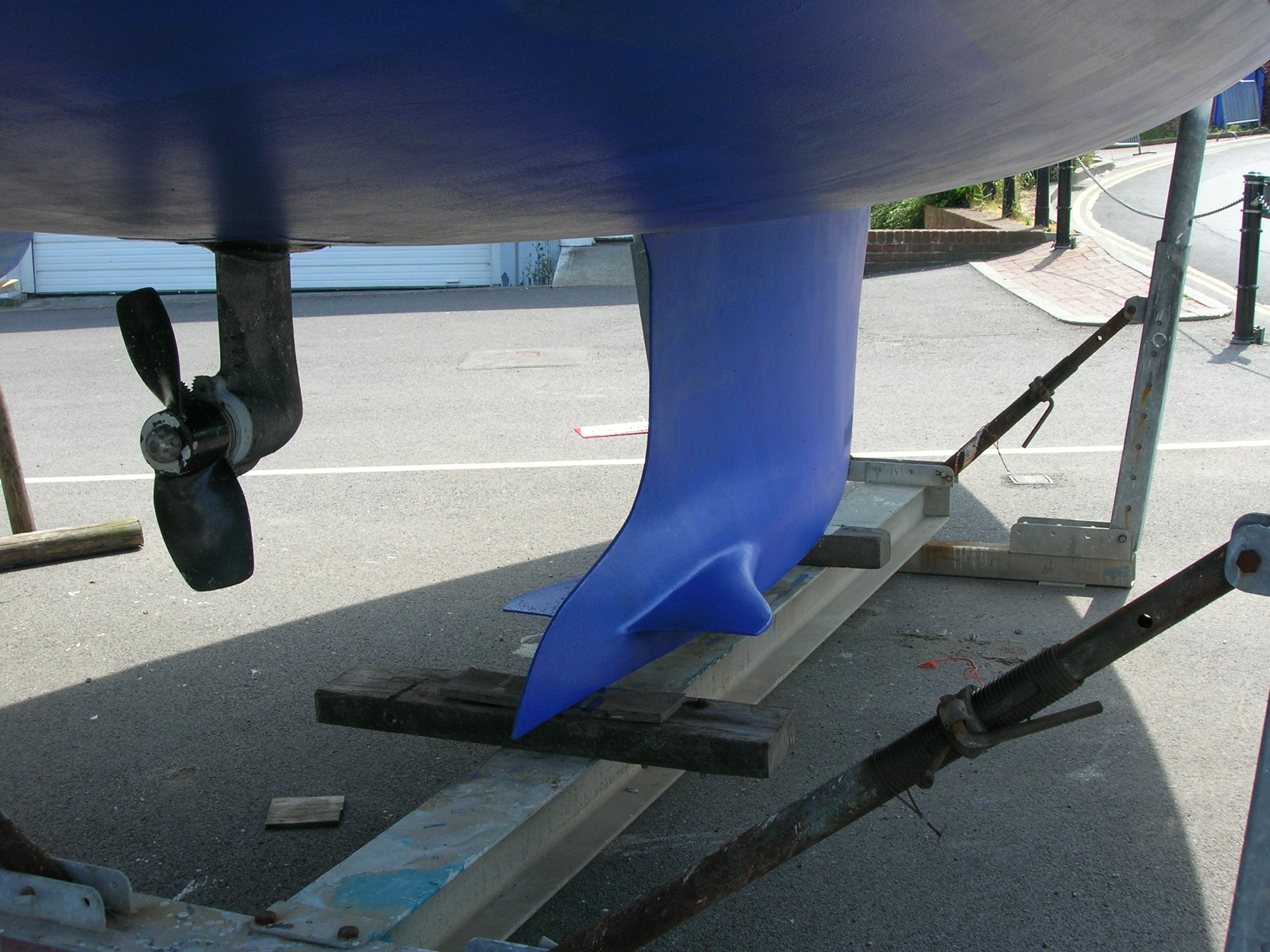
Flügelkiel
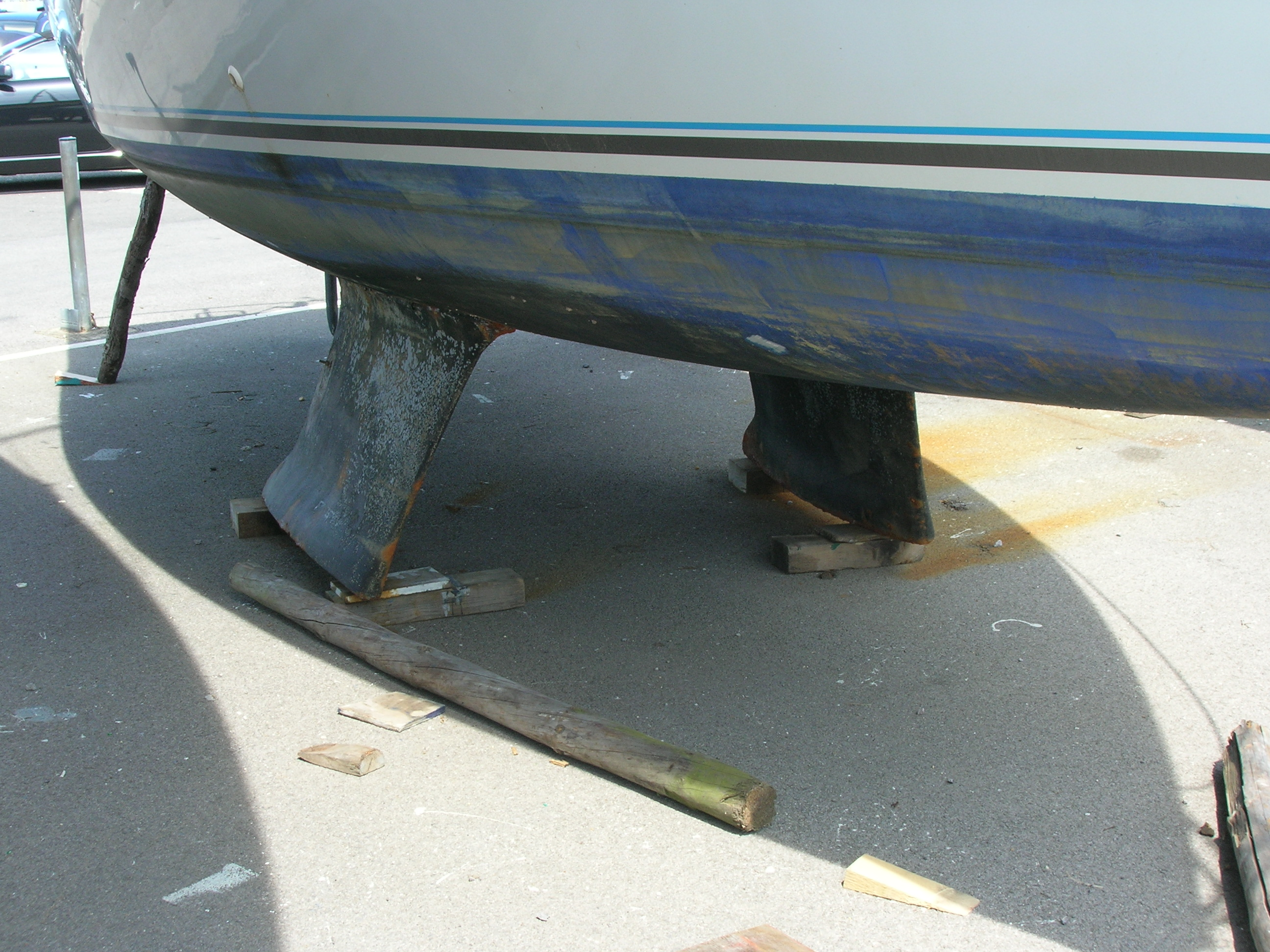
Kimmkiel